# Marwan Mohsen
Marwan Mohsen Fahmy Tharwat Gamaleldin Mahmoud Fahmy (arabisch مروان محسن فهمي ثروت, DMG Marwān Muḥsin Fahmī Ṯarwat; * 26. Februar 1989 in Kairo) ist ein ägyptischer Fußballspieler. Der Stürmer steht seit 2016 bei Al Ahly Kairo unter Vertrag und spielt seit 2011 für die ägyptische Nationalmannschaft.

## Karriere

### Verein
Mohsen wechselte 2009 in die erste Mannschaft des Petrojet SC. Dort spielte er bis 2014 und kam in 65 Spielen auf 14 Treffer. Am 10. Juli 2014 unterschrieb er zusammen mit seinem Nationalmannschaftskollegen Hossam Hassan einen Dreijahresvertrag beim portugiesischen Zweitligisten Gil Vicente FC. Bis 2015 stand er für den Verein in 20 Spielen auf dem Feld.
Nur ein Jahr später wechselte Mohsen zurück in die Heimat und spielte von nun an für Ismaily SC aus der Egyptian Premier League. Bis 2016 erzielte er in 32 Spielen 14 Tore. Anschließend folgte der Wechsel in seine Geburtsstadt zu Al Ahly Kairo. Am 21. Juli 2016 wurde bekanntgegeben, dass Mohsen einen Fünfjahresvertrag unterschrieb und sich daher bis 2021 an den Verein bindet.

### Nationalmannschaft
Mohsens Nationalmannschaftskarriere begann im Jahr 2010 in der U-23. Bis 2012 erzielte er in 42 Spielen 22 Tore. 2012 nahm er mit der ägyptischen Mannschaft an den Olympischen Sommerspielen in London teil. Er stand viermal in der Startelf und erzielte ein Tor, ehe die Mannschaft im Viertelfinale gegen Japan ausschied. Bereits 2011 gelang ihm der Sprung in die A-Nationalmannschaft Ägyptens, für die er seitdem spielt. Er gab am 3. September im Africa-Cup-Qualifikationsspiel gegen Sierra Leone sein Debüt, in welchem er direkt sein erstes Tor erzielte.
2017 nahm er am Africa-Cup in Gabun teil. Die Mannschaft belegte nach einer Niederlage im Finale gegen Kamerun den zweiten Platz. Mohsen stand in insgesamt vier Partien auf dem Platz.
2018 gelang ihm der Sprung ins ägyptische Aufgebot zur Weltmeisterschaft 2018, bei der Ägypten in der Gruppenphase nach Niederlagen gegen Russland, Uruguay und Saudi-Arabien als letzter der Gruppe A ausschied. Er kam in allen drei Partien zum Einsatz. Auch 2019 trat er für Ägypten beim heimischen Afrika-Cup 2019 an. Er brachte es auf insgesamt vier Einsätze, bei denen er dreimal in der Startelf stand. Danach wurde er nicht mehr für die Nationalmannschaft berücksichtigt.